# Robert z Arbrisselu

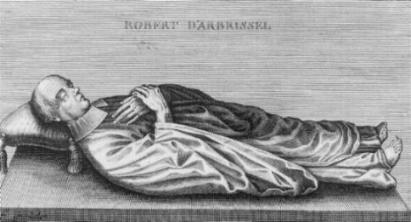
Nákres náhrobku Roberta z Arbrisellu

Robert z Arbrisselu (fr. Robert d'Abrissel,1050 – 25. února 1117) byl potulný kazatel, poustevník, teolog a zakladatel kláštera Fontevrault.
Narodil se jako syn duchovního ve vsi Arbrissel v Bretani a po studiích se stal knězem. Kritizoval tehdejší kněžské zvyklosti a zamířil do lesního ústraní, kde se stal poustevníkem. Svým kázáním získal mnoho následovníků a následovnic napříč společenskými vrstvami.